# HD 88639
HD 88639，又名BD+27 1862，SAO 81243、HR 4006，是一颗恒星，视星等为6.04，位于銀經203.65，銀緯55.08，其B1900.0坐标为赤經10h 8m 10.8s，赤緯+27° 55.08′ 51″。